# The diary of Bobby Sands
(Bobby Sands, The diary of Bobby Sands)
The diary of Bobby Sands: the first seventeen days of Bobby Sands' H-Block hungerstrike to the death, written by him in diary form è un diario autobiografico scritto da Bobby Sands.
Durante i primi diciassette giorni di sciopero della fame nel 1981, nel Carcere di Maze, nella località di Long Kesh, Bobby Sands scrisse un diario segreto sui suoi pensieri e con i fatti più importanti della sua detenzione; rappresenta l'ultimo messaggio all'IRA  e al suo popolo prima di morire. La scrittura cessa poco prima del suo ricovero nell'ospedale del carcere.